# Scipione Maffei
Pour les articles homonymes, voir Maffei.
Scipione Maffei, marquis italien, né le 1er juin 1675 à Vérone et mort dans cette même ville le 11 février 1755, est un écrivain et critique d'art italien, auteur de nombreux articles et pièces de théâtre. Sa famille est originaire de Bologne.

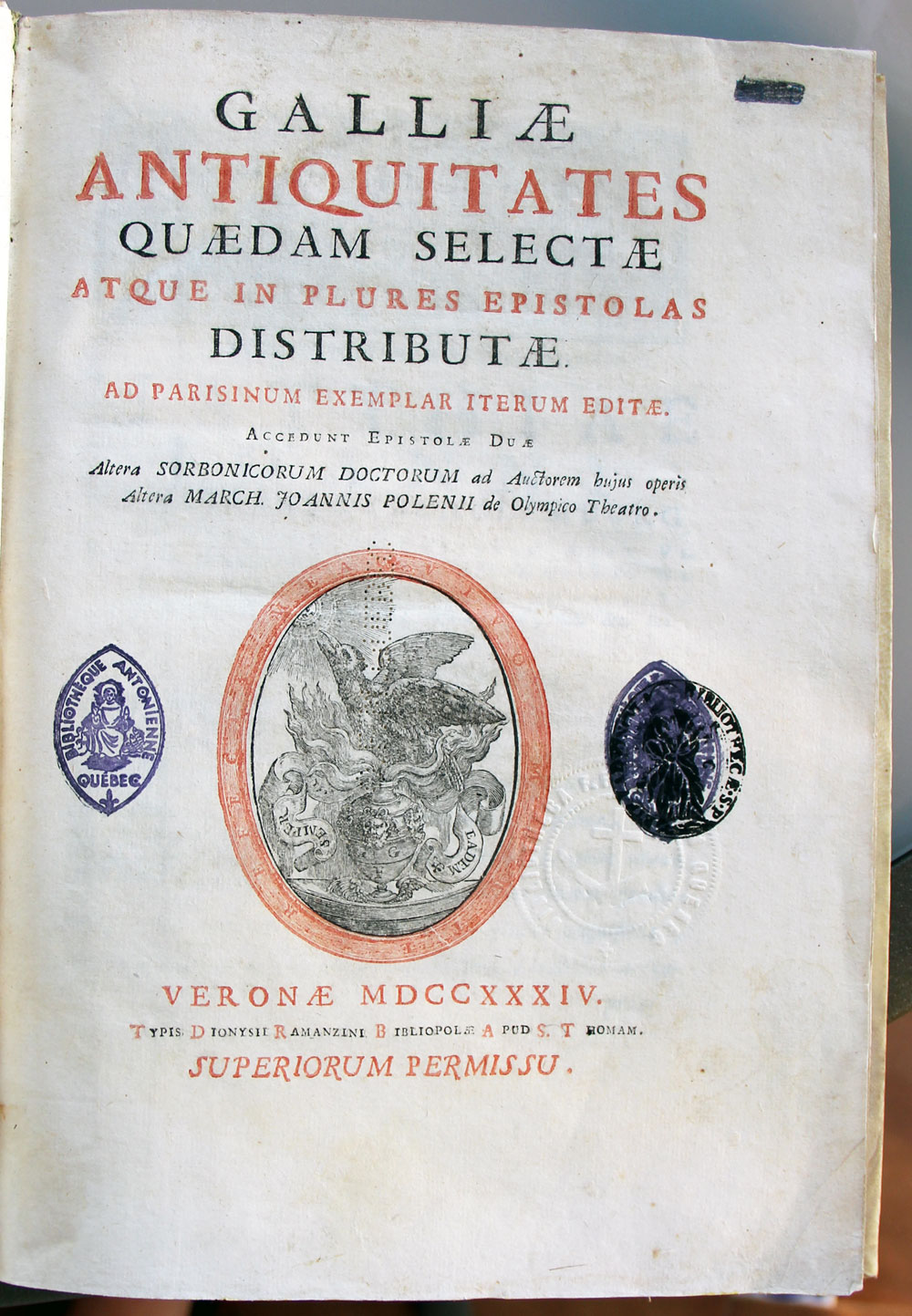
Page frontispice du Galliae Antiquitates quaedam selectae (1734)

## Biographie
Maffei étudie pendant cinq années au collège jésuite pour nobles de Parme. Il est reçu en 1698 à l'académie romaine des Arcades, dont il fonde la colonie de Vérone.
En 1709, à Padoue, il fait paraître avec Apostolo Zeno et Vallisneri le Giornale dei letterati d'Italia, une éphémère revue savante, qui voulait réparer le tort que les étrangers, particulièrement l'équipe du Dictionnaire de Trévoux, causaient à l'Italie en ignorant ses poètes, ses érudits et ses savants.
Il y publie un article sur le nouvel instrument de musique inventé par Bartolomeo Cristofori, le piano-forte, écrit à partir des informations directement obtenues du facteur.
Il acquiert une grande réputation avec sa Scienza cavalleresca, publiée en 1710 ; il y fait l'éloge du peuple romain, peuple juste et civil, et dénonce l'héritage du Moyen Âge, issu des invasions barbares, qui a abouti à une fausse conception de l'honneur nobiliaire. Il s'attaque aussi aux préjugés, combat la croyance à la magie, défend l'art du théâtre et défend le prêt à intérêt.
En 1713, il découvrit le Sacramentarium Leonianum dans une bibliothèque de Vérone. Ces morceaux de sacramentaire (bibliothèque capitulaire de Vérone manuscrit LXXXV) restent jusqu'ici un des livres liturgiques les plus anciens du rite romain réservés aux célébrants.
Il écrit plusieurs tragédies, notamment Mérope en 1713. Celle-ci est jouée pour la première fois en 1714 en Italie et le fait connaître dans toute l'Europe. Il est également l'auteur du livret de La fida ninfa, opéra de Antonio Vivaldi représenté en 1732 au Teatro Filarmonico de Vérone. Par la suite, il publie une comédie, Cerimonie, décrite comme une mauvaise imitation des Fâcheux de Molière, dans laquelle il ridiculise les étrangers qui tendent à répandre en Italie une fausse étiquette. Il revient sur ce sujet dans Raguet, où il s'attaque aux barbarismes de langage.
À partir de 1718, il s'intéresse à l'archéologie de sa ville natale, et ses recherches lui permettent de publier un ouvrage intitulé Verona illustrata (1731-1732). Il effectue ensuite un voyage de quatre années en France, en Angleterre, aux Pays-Bas et en Allemagne. Il s'intéresse aussi à l'épigraphie et publie avec son ami Jean-François Séguier (1703-1784) un recueil d'inscriptions latines et grecques en 1732.
Au cours de son voyage à travers la France, il se documente sur les antiquités romaines et publie vingt-deux lettres qui seront recueillies et publiées en volume à Paris sous le titre Galliae antiquitates quaedam selectae atque in plures epistolas distributae (1733). Cet ouvrage est réédité à Vérone en 1734 avec deux lettres supplémentaires, auxquelles l'auteur ajoute aussi une lettre sur les amphithéâtres de France, qui lui a été adressée par G. Polenius de l’Université de Padoue, une autre de M. Bouhier, ancien président à mortier au parlement de Dijon et enfin une lettre d’un groupe de docteurs en Sorbonne. Cet ouvrage contient de nombreuses inscriptions épigraphiques, qui sont analysées et commentées, ainsi que des descriptions de monuments et de pièces de monnaie. Les lettres sont écrites en latin, en italien ou en français.
Lors de son séjour à Paris, il prend parti en faveur de la bulle Unigenitus, à laquelle s'opposaient alors les jansénistes.
À son retour, il fait construire un musée, auquel il fait don de ses collections archéologiques et artistiques personnelles.
À la fin de sa vie, il s'intéresse également à l'astronomie et à la physique, et fait construire un observatoire. Aujourd'hui, un lycée de Vérone porte son nom.

## Œuvres
- Scienza chiamata cavalleresca, 1710
- Prospectus universalis collectionis Latinarum veterum ac Graecarum, ethnicarum et Christianarum inscriptionum, Vérone, 1732.
- Galliae antiquitates quaedam selectae atque in plures epistolas distributae : ad Parisinum exemplar iterum editae : accedunt epistolae duae, altera Sorbonicorum Doctorum ad auctorem hujus operis, altera March. Joannis Polenii de Olympico Theatro, Veronae, 1734, 212 p. (lire en ligne)
- Mérope. Tragédie de M. le marquis Maffei nouvellement traduite par Monsieur l'Abbé D. B., Paris, Veuve Bienvenu, 1743 lire en ligne)
- Cerimonie, 1728
- Raguet, 1747
- Traité sur les apparitions des esprits et sur les vampires ou les revenans de Hongrie, de Moravie, avec Augustin Calmet, 1751
- Lettre de M. le marquis Scipion Maffei contenant le récit et l'explication d'un feu rare et singulier semblable à celui de la foudre, ou tonnerre, qui s'est formé dans le corps d'une femme de la ville de Cesenne en Italie et l'a réduite en cendres, Paris, Chez Pierre Prault, 1733, 17 p. (lire en ligne)
- L'arte magica annichilata, Vérone, 1754.
- Epistolario (1700-1755), éd. par Celestino Garibotto, Milan, Giuffré, 1955, 2 vol.
- De l'Emploi de l'argent, ouvrage dédié au pape Benoît XIV, par M. le marquis Maffei. Traduit par C.F. Nonnotte, 1787.